# 羅配章
羅配章，廣東省廣州府順德縣人，清朝政治人物。進士出身。
光緒二年（1876年），參加丙子恩科會試，得貢士第32名。殿試登進士2甲第151名。同年五月（6月3日），經吏部掣簽，授即用知縣，擔任浙江富陽縣知縣。